# Нордстрём, Йоханнес
Йоханнес Нордстрём (швед. Johannes Nordström; 23 января 1993, Эребру, Швеция) — финский футболист, защитник.

## Карьера
Свой первый матч в карьере провёл 5 октября 2010 года в выездном матче против клуба «МюПа-47». Йоханнес сыграл полный матч на позиции крайнего защитника. В ноябре того же года продлил контракт с «Мариехамном» на два года.

## Карьера в сборной
В январе 2011 года Нордстрём выиграл в составе юношеской сборной Финляндии Мемориал Гранаткина. На турнире он сыграл три матча: против Италии (3:0), России (3:3) и Китая. Матч с Китаем был финальным, и Финляндия одержала победу (2:0). Во всех трёх играх Нордстрём играл все 90 минут.

## Личная жизнь
Родился в Швеции, но имеет аландское происхождение. Болеет за лондонский «Арсенал».

## Награды и достижения
Финляндия (до 19)
- Мемориал Гранаткина : 2011